# لافتة هوليوود
لافتة هوليوود (بالإنجليزية: Hollywood Sign) (الاسم السابق: لافتة هوليوودلاند) هي معلم ورمز ثقافي أمريكي مطل على هوليوود، لوس أنجلوس، كاليفورنيا. تقع بالتحديد على قمة ماونت لي في منطقة هوليوود هيلز من جبال سانتا مونيكا.
الأحرف اللاتينية من كلمة هوليوود بالإنجليزية (HOLLYWOOD)، مكتوبة باللون الأبيض وعلى شكل حروف كبيرة وبطول يصل إلى 13.7 متر للحرف الواحد، ممتدة بعرض كلي يصل إلى 106.7 متر. أنشئت اللافتة في الأصل عام 1923 إعلانًا مؤقت لتطوير العقار المحلي في المنطقة، ولكن نظرًا للاهتمام المتزايد، رفعت اللافتة إلى القمة. تعرضت اللافتة للعديد من أعمال التخريب والسرقة على مر العقود، لكنها كانت دوماً تخضع للترميم، بما في ذلك تركيب نظام أمني لردع التخريب. اللافتة محمية من قبل المنظمة غير الربحية هوليوود ساين تراست (Hollywood Sign Trust).
تعتبر اللافتة رمزاً من رموز الثقافة الشعبية الأمريكية، خاصة في المجال السينمائي، فدائماً ما تظهر اللافتة في لقطات الأفلام والبرامج التلفزيونية التي تدور أحداثها في هوليوود أو حولها. تمتلك غرفة تجارة هوليوود حقوق العلامة التجارية للافتة هوليوود.

## التاريخ

### أصل
نصبت اللافتة لأول مرة في عام 1923 وكانت مكتوبة «هوليوودلاند». كان الغرض منها هو الإعلان عن مساكن عقارية منفصلة جديدة في التلال فوق منطقة هوليوود في لوس أنجلوس. وصلت تكلفة المشروع إلى 21000 دولار أمريكي (ما يعادل 320,000 دولار أمريكي في عام 2019). كان من المفترض أن تبقى اللافتة لمدة عام ونصف فقط،  ولكن بعد بزوغ السينما الأمريكية في لوس أنجلوس خلال العصر الذهبي لهوليوود، أصبحت اللافتة رمزًا معروف دوليًا فتركت هناك.

### تدهور

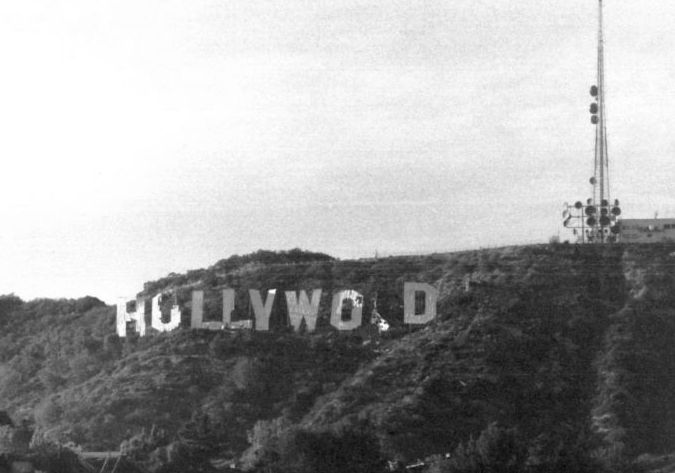
في السبعينيات، وصلت اللافتة إلى أكثر حالاتها خرابًا. تم التقاط هذه الصورة قبل فترة وجيزة من ترميم اللافتة عام 1978.

على مدار أكثر من نصف قرن، أصيبت اللافتة المصممة للبقاء مدة 18 شهرًا فقط، بأضرار وتدهور كبيرين.
تعرض الحرف (H) للتدمير في الأربعينيات من القرن الماضي. وفقًا لأحد الروايات، فقد ألبرت كوثي -المسؤول عن رعاية اللافتة- السيطرة على سيارته أثناء القيادة تحت تأثير الكحول، فسقط من قمة جبل لي على اللافتة مباشرة. بينما لم يصب كوثي، إلا أن سيارته والحرف H تعرضا للتدمير. ترفض هوليوود ساين تراست هذه القصة، بل تؤكد أن حرف H قد سقط بفعل الرياح العاتية في أوائل عام 1944.
في عام 1949، اتفقت غرفة تجارة هوليوود مع إدارة حدائق مدينة لوس أنجلوس على إصلاح اللافتة وإعادة بنائها. أتفق على ازالة جزء «لاند» من اللافتة، والإبقاء فقط على جزء «هوليوود». أعطت جهود عام 1949 حياة جديدة للافتة، ولكن هيكل الخشب والصفائح المعدنية غير المحمية استمرت في حالة من التدهور. بحلول السبعينيات من القرن الماضي، وصلت حالة اللافتة إلى أسوأ ما يمكن، لدرجة فقدان وتغير بعض الحروف لتصبح اللافتة مكتوبة بالشكل التالي "HuLLYWO D." 

### انتحار بيغ إنتويستل
في سبتمبر 1932، انتحرت الممثلة بيغ إنتويستل البالغة من العمر 24 عامًا، من خلال التسلق إلى سطح حرف "H" والقفز منه لتلقى حتفها.

### ترميم
في عام 1978، وعلى اثر حملة لترميم اللافتة دعى لها هيو هيفنر، مؤسس مجلة بلاي بوي، شرعت الغرفة في استبدال اللافتة المتدهورة بهيكل جديد أكثر ديمومة. قدم تسعة مانحين 27777.77 دولارًا أمريكيًا لكل منهم (إجماليًا 249,999.93 دولارًا أمريكيًا) لضمان استبدال الحروف، بحروف جديدة مصنوعة من الفولاذ ومدعوم بأعمدة فولاذية.
وصل طول الحروف الجديدة إلى 13.7 متر، وتراوح عرضها بين 9.4 و 11.9 أمتار. كشف عن النسخة الجديدة من اللافتة في 11 نوفمبر 1978، من خلال بث مباشر على قناة سي بي اس التلفزيونية للذكرى الـ 75 لتطور هوليوود إلى مدينة.

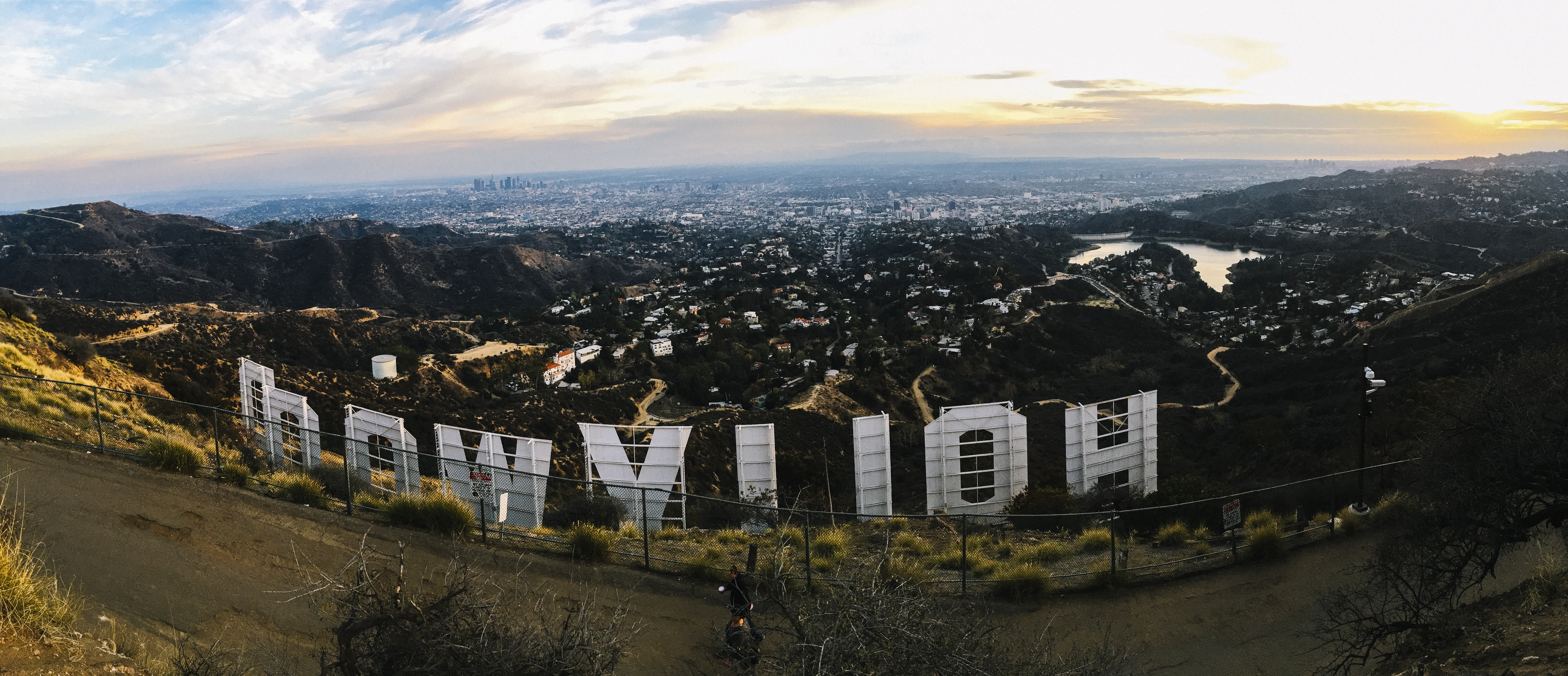
منظر للجانب الخلفي للافتة من أعلى التل.

## الموقع

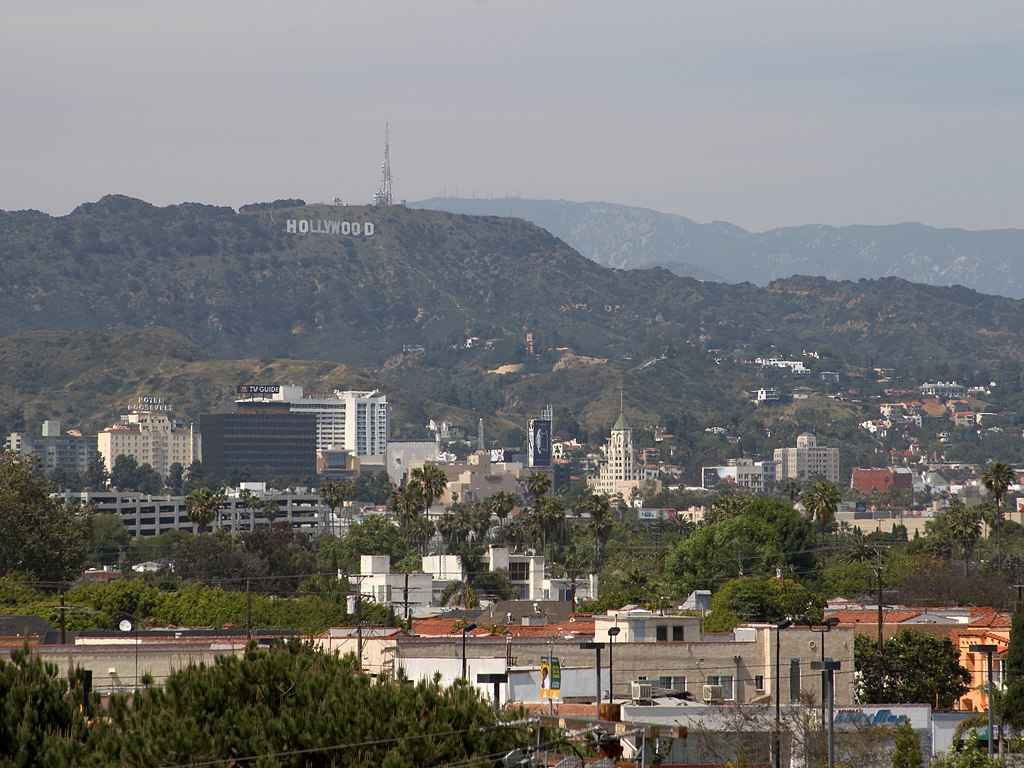
منظر من ويست هوليود، بالقرب من شارع سانتا مونيكا، على بعد بضعة مبانٍ جنوب هوليوود بوليفارد. يمكن رؤية فندق هوليوود روزفيلت التاريخي على اليسار.

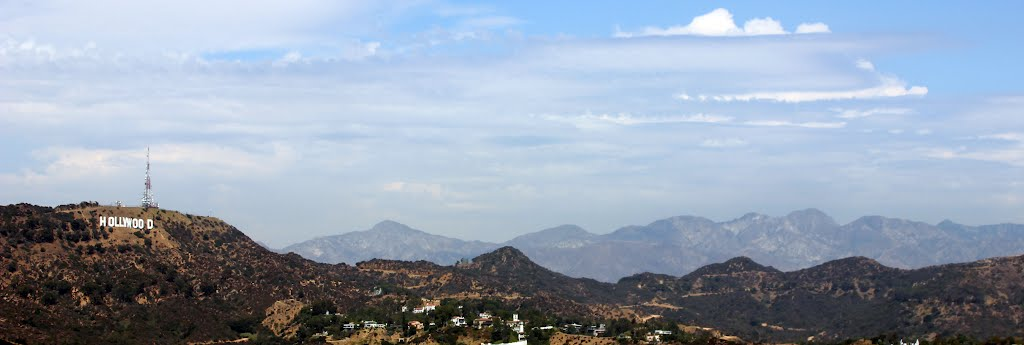
لافتة هوليوود من رانيون كانيون بارك، جبال سان غابرييل في الخلفية.

اللافتة موجودة على الجانب الجنوبي من جبل لي في حديقة جريفيث، شمال طريق مولهولاند السريع، وإلى الجنوب من مقبرة فورست لون ميموريال بارك (هوليوود هيلز).
اللافتة موجودة على أرض وعرة وحادة، وهناك حواجز تمنع الوصول غير المصرح به. في عام 2000، قامت إدارة شرطة لوس أنجلوس بتثبيت نظام أمني يضمن كشف الحركة. أي تحرك في المناطق المحظورة المحددة يولد إنذارًا يخطر الشرطة.

## روابط خارجية
- الموقع الرسمي